# バレーボールワールドカップ
バレーボールワールドカップ（英語: FIVB World Cup）は、国際バレーボール連盟（FIVB）が主催していたバレーボールの世界大会である。
世界選手権・オリンピックと併せて「バレーボール3大大会」 として位置づけられている。
1965年に男子の第1回大会が開催され、1977年から日本で開催されている。
1965年から1989年までは4の倍数の翌年（丑年、巳年、酉年。つまり夏季オリンピックの翌年）に開催されていたが、
1991年からは4の倍数の前年（卯年、未年、亥年。つまりラグビーワールドカップやFIFA女子ワールドカップ、AFCアジアカップ、FIBAワールドカップ、統一地方選挙の年）に開催されている。
大会マスコットはバボちゃんで、大会ロゴマーク、放送権を独占するフジテレビのバレーボール中継のマスコットも兼ねている。

## 概要・歴史
成り立ち
バレーボールワールドカップは世界選手権、オリンピックに続く3つ目の世界大会として1965年に第1回ワールドカップ男子大会がポーランドで開催された。しかし、オリンピックや世界選手権より格が劣る大会とされて、注目度は今一つであった。
日本恒久開催
日本で初めて開催となった1977年大会では、「ワールドカップ77はフジネットワークの独占放送です」というフレーズとマスコットの「バボちゃん」（赤色）「ナナちゃん」（白色）を用いての宣伝がなされた。さらに日本は男子が準優勝、女子が優勝という好結果を残したため、「ワールドカップ」はバレーボールの大会というイメージが日本では定着した。またフジテレビがテレビ放送に力を入れたことから、日本において馴染みが深い国際大会となっている。
興行的な成功 と、前田豊や松平康隆らの尽力もあり、この1977年大会以降は、開催国が毎回日本（恒久開催）となった。そして、フジテレビ系列の独占中継が現在まで続いている。
変更点
- 1991年大会（男子は第7回・女子は第6回）からは、五輪前年に開催されるようになった。それと同時に、男女とも3位以上、即ちメダル受賞国（ただしオリンピック開催国については除き、3位以内に開催国があった場合は4位が繰り上げ）にオリンピックへの出場資格を与える「世界予選大会」となり、注目度はより高まった。オリンピック開催国では、1991年はスペイン女子が、1995年は米国男女が参加した。2007年は中国女子が、2015年はブラジル男女が不参加。
- 2011年大会より国際バレーボール連盟によるルール変更があり、試合前のパフォーマンスは禁止となった。これによりコート上での歌唱・ダンスは行なわれなくなった[6]。また、この大会から導入された「3-2-1ポイント制」には、各国監督から批判の声も挙がった[7]。
- 2011年4月、FIVBは2015年大会からワールドカップにおけるオリンピック出場枠を2（オリンピック開催国については除き、2位以内に開催国があった場合は3位が繰り上げ）とすると発表した[8]。そのため、この大会からオリンピックに出場するためには上位2チームに入らないといけない。また、開催時期も11月から夏（8-9月[9]）に変更された。従来は第4ラウンドまである大会だったが、今回から計3ラウンドとなった。
- 2018年10月20日、2019年大会の概要を発表し、これまで優勝国や準優勝国などに与えてきた翌年の五輪の出場権が与えられなくなった。出場国は開催国の日本と、2018年の世界選手権を制した男子のポーランド、女子のセルビアが既に決定済み。残る各10か国は地区予選や世界選手権後の世界ランキングで決まる[10]。また、開催時期も9-10月に変更されている。

オリンピック予選
- 2019年3月、1977年以来12大会連続で行われてきた日本開催を見直し、世界選手権同様の公募制により開催国を決定する方針とすることが報道された[11]。
- 2020年9月、FIVBよりワールドグランドチャンピオンズカップとともに当大会を廃止し、代わりにオリンピック予選を設定すると報道された[12]。
- 2022年10月、男女それぞれ3都市で開催されることになっているパリオリンピック予選の1つが、日本で男女とも「FIVBパリ五輪予選/ワールドカップバレー2023」として開催されることが決定したと日本バレーボール協会が発表した。これまでのワールドカップと同様、日本戦全試合がフジテレビ系で独占中継されることも明らかにした[13][14]。
- なお、2025年からバレーボール世界選手権がこれまでの4年に1回（冬季五輪年＝夏季五輪中間年）だったものを、西暦奇数年（次回の夏季・冬季五輪の前年度）の隔年開催に移行すること、また2027年の大会は2028年ロサンゼルスオリンピック予選を兼ねた大会になる予定であることなどから[15]、ワールドカップの扱いが見直される可能性がある。

## 競技方式（2019年大会）

### 出場枠
ワールドカップに出場できるのは全部で12か国で、2019年大会は以下のように選出された。
- 開催国 - 日本
- 前年開催の世界選手権優勝国
- 大陸予選（北中米、南米、アフリカ） - 各大陸選手権の優勝国と、準優勝国（世界選手権優勝国のある大陸は、世界選手権優勝国を除いた成績順）
  - 北中米予選
  - 南米予選
  - アフリカ予選
- 2019年1月1日時点のヨーロッパランキング上位2カ国（欧州）
- 2019年1月1日時点の世界ランキング上位2カ国（アジア）

### 試合形式
大会は12チームによる1回総当たり戦（シングル・ラウンドロビン）。
2011年大会の場合の順位は、「FIVBスポーツレギュレーション8条」で規定された、セットカウントで付与される勝ち点ポイントによって、決定される。
- 「3-0」「3-1」 ： 勝者3ポイント、敗者0ポイント
- 「3-2」 ： 勝者2ポイント、敗者1ポイント

これは、ワールドグランプリなどと同様の方式だが、トータルポイントが同じチームが出た場合は若干異なり、「勝利数」「セット率」「得点率」の順で適用される。それでも値が同じ場合は、最新の試合で勝利したチームの方が上位となる。
以前は「勝敗数」「得点率」「セット率」の順での評価で、それも同じ場合は一発勝負のプレーオフも想定されていた。

### 個人賞
かつてはベスト・スコアラー、ベスト・サーバー、ベスト6なども対象だった。2015年大会ではベスト・スパイカー部門1位の朱婷がMVPとなったため、同部門は重複せず、2位と3位の2選手が受賞となった。

## 歴代開催国と大会順位
- 数： 本戦の参加チーム数（1969年男子大会は11か国12チーム）。
- ソビエト連邦は男女ともに、ソ連としての参加は1991年大会が最後。
- ★は、規則により五輪出場権を獲得できた国。

### 男子
| 開催年 | 数 | 開催国           | 五輪出場権大会                        | 優勝                       | 準優勝                     | 3位                        |
| ------ | -- | ---------------- | ------------------------------------- | -------------------------- | -------------------------- | -------------------------- |
| 1965年 | 11 | ポーランド       | 無し                                  | ソビエト連邦00             | ポーランド                 | チェコスロバキア           |
| 1969年 | 12 | 東ドイツ         | 無し                                  | 東ドイツ                   | 日本                       | ソビエト連邦               |
| 1973年 |    | チェコスロバキア | 男子は大会そのものが中止に            | 男子は大会そのものが中止に | 男子は大会そのものが中止に | 男子は大会そのものが中止に |
| 1977年 | 12 | 日本             | 無し                                  | ソビエト連邦               | 日本                       | キューバ                   |
| 1981年 | 8  | 日本             | 無し                                  | ソビエト連邦               | キューバ                   | ブラジル                   |
| 1985年 | 8  | 日本             | 無し                                  | アメリカ合衆国             | ソビエト連邦               | チェコスロバキア           |
| 1989年 | 8  | 日本             | 無し                                  | キューバ                   | イタリア                   | ソビエト連邦               |
| 1991年 | 12 | 日本             | スペイン バルセロナオリンピック       | ソビエト連邦★              | キューバ★                  | アメリカ合衆国             |
| 1995年 | 12 | 日本             | アメリカ合衆国 アトランタオリンピック | イタリア★                  | オランダ★                  | ブラジル★                  |
| 1999年 | 12 | 日本             | オーストラリア シドニーオリンピック   | ロシア★                    | キューバ★                  | イタリア★                  |
| 2003年 | 12 | 日本             | ギリシャ アテネオリンピック           | ブラジル★                  | イタリア★                  | セルビア・モンテネグロ★    |
| 2007年 | 12 | 日本             | 中国 北京オリンピック                 | ブラジル★                  | ロシア★                    | ブルガリア★                |
| 2011年 | 12 | 日本             | イギリス ロンドンオリンピック         | ロシア★                    | ポーランド★                | ブラジル★                  |
| 2015年 | 12 | 日本             | ブラジル リオデジャネイロオリンピック | アメリカ合衆国★            | イタリア★                  | ポーランド                 |
| 2019年 | 12 | 日本             | 無し                                  | ブラジル                   | ポーランド                 | アメリカ合衆国             |
| 2023年 | 8  | 日本             | フランス パリオリンピック             | アメリカ合衆国★            | 日本★                      | スロベニア                 |

### 女子
| 開催年 | 数 | 開催国       | 五輪出場権大会                        | 優勝           | 準優勝          | 3位             |
| ------ | -- | ------------ | ------------------------------------- | -------------- | --------------- | --------------- |
| 1973年 | 10 | ウルグアイ00 | 無し                                  | ソビエト連邦00 | 日本            | 韓国            |
| 1977年 | 8  | 日本         | 無し                                  | 日本           | キューバ        | 韓国            |
| 1981年 | 8  | 日本         | 無し                                  | 中国           | 日本            | ソビエト連邦    |
| 1985年 | 8  | 日本         | 無し                                  | 中国           | キューバ        | ソビエト連邦    |
| 1989年 | 8  | 日本         | 無し                                  | キューバ       | ソビエト連邦    | 中国            |
| 1991年 | 12 | 日本         | スペイン バルセロナオリンピック       | キューバ★      | 中国★           | ソビエト連邦★   |
| 1995年 | 12 | 日本         | アメリカ合衆国 アトランタオリンピック | キューバ★      | ブラジル★       | 中国★           |
| 1999年 | 12 | 日本         | オーストラリア シドニーオリンピック   | キューバ★      | ロシア★         | ブラジル★       |
| 2003年 | 12 | 日本         | ギリシャ アテネオリンピック           | 中国★          | ブラジル★       | アメリカ合衆国★ |
| 2007年 | 12 | 日本         | 中国 北京オリンピック                 | イタリア★      | ブラジル★       | アメリカ合衆国★ |
| 2011年 | 12 | 日本         | イギリス ロンドンオリンピック         | イタリア★      | アメリカ合衆国★ | 中国★           |
| 2015年 | 12 | 日本         | ブラジル リオデジャネイロオリンピック | 中国★          | セルビア★       | アメリカ合衆国  |
| 2019年 | 12 | 日本         | 無し                                  | 中国           | アメリカ合衆国  | ロシア          |
| 2023年 | 8  | 日本         | フランス パリオリンピック             | トルコ★        | ブラジル★       | 日本            |

## 歴代の会場
（w＝女子 / m＝男子 / wm＝男女） （*＝日本戦会場 / A＝Aサイト / B＝Bサイト） 太字は最終ラウンドの日本戦会場
| 場所     | 会場                     | 1977 | 1981 | 1985 | 1989 | 1991 | 1995 | 1999 | 2003 | 2007 | 2011 | 2015 | 2019 |
| -------- | ------------------------ | ---- | ---- | ---- | ---- | ---- | ---- | ---- | ---- | ---- | ---- | ---- | ---- |
| 東京都   | 国立代々木第1体育館      | w*m* | w*m* | w*m* | w*m* | mA   | wmA  | wmA  | wmA  | -    | wmA  | wmA  | -    |
| 東京都   | 東京体育館               | -    | -    | -    | -    | mB   | -    | -    | mB   | wmA  | wmB  | mB   | -    |
| 東京都   | 駒沢体育館               | -    | -    | -    | -    | -    | -    | mB   | -    | mB   | -    | -    | -    |
| 北海道   | 北海きたえーる           | -    | -    | -    | -    | -    | -    | -    | wA   | wA   | wA   | -    | wA   |
| 北海道   | 真駒内屋内競技場         | -    | -    | -    | -    | -    | -    | wA   | -    | -    | -    | -    | -    |
| 北海道   | 中島体育センター別館     | m    | w*   | w*   | -    | -    | -    | -    | -    | -    | -    | -    | -    |
| 北海道   | 岩見沢スポーツセンター   | m    | w    | w    | -    | -    | -    | -    | -    | -    | -    | -    | -    |
| 北海道   | 苫小牧市総合体育館       | m    | w*   | w    | -    | -    | -    | -    | -    | -    | -    | -    | -    |
| 北海道   | 登別市総合体育館         | m    | -    | -    | -    | -    | -    | -    | -    | -    | -    | -    | -    |
| 北海道   | 江別市民体育館           | -    | w    | -    | -    | -    | -    | -    | -    | -    | -    | -    | -    |
| 宮城県   | 仙台市体育館             | -    | -    | -    | -    | wB   | -    | -    | wB   | wB   | -    | wA   | -    |
| 宮城県   | 宮城県総合体育館         | -    | -    | -    | -    | -    | mA   | wA   | -    | -    | -    | -    | -    |
| 宮城県   | 宮城県スポーツセンター   | m    | w*   | w    | -    | -    | -    | -    | -    | -    | -    | -    | -    |
| 福島県   | 福島県営あづま総合体育館 | -    | -    | -    | -    | -    | mB   | -    | -    | -    | -    | -    | -    |
| 福島県   | 郡山総合体育館           | m    | w    | -    | -    | -    | -    | -    | -    | -    | -    | -    | -    |
| 栃木県   | 栃木県体育館             | w    | -    | -    | -    | -    | -    | -    | -    | -    | -    | -    | -    |
| 群馬県   | 群馬県スポーツセンター   | w    | -    | -    | -    | -    | -    | -    | -    | -    | -    | -    | -    |
| 埼玉県   | さいたまスーパーアリーナ | -    | -    | -    | -    | -    | -    | -    | -    | mA   | -    | -    | -    |
| 埼玉県   | 上尾市民体育館           | -    | w    | -    | -    | -    | -    | -    | -    | -    | -    | -    | -    |
| 埼玉県   | 浦和市民体育館           | w    | -    | -    | -    | -    | -    | -    | -    | -    | -    | -    | -    |
| 千葉県   | 千葉ポートアリーナ       | -    | -    | -    | -    | -    | mB   | -    | -    | -    | -    | -    | -    |
| 千葉県   | 千葉県総合運動場体育館   | w    | w    | -    | -    | -    | -    | -    | -    | -    | -    | -    | -    |
| 神奈川県 | 横浜アリーナ             | -    | -    | -    | -    | -    | -    | -    | -    | -    | -    | -    | wA   |
| 神奈川県 | 横浜文化体育館           | w    | m    | -    | -    | -    | -    | -    | -    | -    | -    | -    | -    |
| 富山県   | 富山市総合体育館         | -    | w    | -    | -    | -    | -    | wB   | wB   | mB   | wB   | mB   | wB   |
| 富山県   | 砺波市体育館             | m    | -    | -    | -    | -    | -    | -    | -    | -    | -    | -    | -    |
| 石川県   | 金沢市総合体育館         | -    | -    | -    | -    | -    | -    | wB   | -    | -    | -    | -    | -    |
| 石川県   | 石川県体育館             | m    | w    | -    | -    | -    | -    | -    | -    | -    | -    | -    | -    |
| 福井県   | サンドーム福井           | -    | -    | -    | -    | -    | wB   | -    | -    | -    | -    | -    | -    |
| 福井県   | 福井市営体育館           | m    | -    | -    | -    | -    | -    | -    | -    | -    | -    | -    | -    |
| 長野県   | ホワイトリング           | -    | -    | -    | -    | -    | -    | mB   | mB   | -    | wB   | -    | mB   |
| 長野県   | 松本市総合体育館         | -    | -    | -    | -    | mB   | wB   | -    | -    | mB   | -    | wB   | -    |
| 岐阜県   | 岐阜県民体育館           | -    | m    | -    | -    | -    | -    | -    | -    | -    | -    | -    | -    |
| 岐阜県   | 岐阜メモリアルセンター   | -    | -    | -    | -    | wAmB | -    | -    | -    | -    | -    | -    | -    |
| 静岡県   | 浜松アリーナ             | -    | -    | -    | -    | -    | -    | -    | mB   | wB   | mB   | mB   | wB   |
| 愛知県   | 日本ガイシホール         | -    | -    | -    | w*   | -    | wA   | wA   | wA   | wA   | mA   | wA   | -    |
| 愛知県   | 愛知県体育館             | m*   | m*   | m    | -    | -    | -    | -    | -    | -    | -    | -    | -    |
| 愛知県   | パークアリーナ小牧       | -    | -    | -    | -    | -    | -    | -    | -    | wB   | -    | wB   | -    |
| 愛知県   | 岡崎市総合体育館         | -    | -    | -    | -    | -    | wB   | -    | -    | -    | -    | -    | -    |
| 京都府   | 京都府立体育館           | m    | w    | -    | -    | wB   | -    | -    | -    | -    | -    | -    | -    |
| 大阪府   | 大阪市中央体育館         | w*   | -    | m*   | -    | -    | -    | mA   | wB   | -    | mA   | mA   | wA   |
| 大阪府   | なみはやドーム           | -    | -    | -    | -    | -    | -    | -    | wA   | wA   | -    | -    | -    |
| 大阪府   | 大阪府立体育会館         | -    | w*   | -    | -    | wB   | -    | wB   | -    | -    | -    | -    | wB   |
| 大阪府   | 大阪城ホール             | -    | -    | -    | w*m* | wmA  | -    | -    | -    | -    | -    | -    | -    |
| 大阪府   | 舞洲アリーナ             | -    | -    | -    | -    | -    | wA   | -    | -    | -    | -    | -    | -    |
| 兵庫県   | グリーンアリーナ神戸     | -    | -    | -    | -    | -    | wB   | -    | -    | -    | -    | -    | -    |
| 兵庫県   | 神戸市立中央体育館       | m    | -    | -    | -    | -    | -    | -    | -    | -    | -    | -    | -    |
| 奈良県   | 奈良市中央体育館         | m    | -    | -    | -    | -    | -    | -    | -    | -    | -    | -    | -    |
| 岡山県   | 桃太郎アリーナ           | -    | -    | -    | -    | -    | -    | wB   | -    | mB   | wB   | wB   | -    |
| 岡山県   | 岡山市総合文化体育館     | -    | -    | -    | -    | -    | -    | -    | mB   | -    | -    | -    | -    |
| 広島県   | 広島グリーンアリーナ     | m    | m*   | -    | -    | -    | mA   | mA   | mA   | mA   | -    | mA   | m    |
| 広島県   | 広島サンプラザホール     | -    | -    | m*   | m*   | mA   | -    | -    | -    | -    | wA   | -    | -    |
| 広島県   | 呉市体育館               | m    | -    | -    | -    | -    | -    | -    | -    | -    | -    | -    | -    |
| 愛媛県   | 愛媛県体育館             | -    | m    | -    | -    | -    | -    | -    | -    | -    | -    | -    | -    |
| 福岡県   | マリンメッセ福岡         | -    | -    | -    | -    | -    | wA   | -    | mA   | mA   | mA   | -    | mA   |
| 福岡県   | 福岡市民体育館           | wm*  | m*   | w*   | -    | -    | -    | -    | -    | -    | -    | -    | -    |
| 福岡県   | 直方市体育館             | -    | m    | -    | -    | -    | -    | -    | -    | -    | -    | -    | -    |
| 佐賀県   | 佐賀県体育館             | -    | m    | -    | -    | -    | -    | -    | -    | -    | -    | -    | -    |
| 熊本県   | 熊本県立総合体育館       | -    | -    | -    | -    | -    | mB   | mB   | -    | wB   | mB   | -    | -    |
| 鹿児島県 | 鹿児島アリーナ           | -    | -    | -    | -    | -    | mB   | mB   | wB   | -    | mB   | -    | -    |
| 場所     | 会場                     | 1977 | 1981 | 1985 | 1989 | 1991 | 1995 | 1999 | 2003 | 2007 | 2011 | 2015 | 2019 |

- 旧称
  - 国立代々木第1体育館 ： 国立代々木五輪プール特設会場（1977年）
  - 中島体育センター別館 ： 中島スポーツセンター（1977年）
  - 苫小牧市総合体育館 ： 苫小牧総合体育館（1977年、1981年）
  - 富山市総合体育館 ： （旧）富山市体育館（1981年）
  - 日本ガイシホール ： 名古屋市総合体育館（1989年）、名古屋レインボーホール（1995年）
  - 広島グリーンアリーナ ： 広島県立体育館（1977年）
  - 広島サンプラザホール ： 広島サンプラザ（1985年、1989年）

## 放送体制
日本開催以前はTBSテレビ系列（関西地区はABCテレビ、福島県は福島テレビ）で中継を行っていた。
日本開催となってからは、フジテレビジョンがホスト局となり、会場地をエリアとするフジネットワーク系列局とともに中継・国際映像の制作を担当。全世界に配信している。
福島県は1973年大会まで前出の通り当時日本テレビ系列（TBS系番組も相当数編成）→TBS系列・フジテレビ系列クロスネットだった福島テレビで放送されていたが、1977年大会と1981年大会は福島県では放送されず、ネットチェンジ後の1985年大会からは再び福島テレビで放送されている。
山形県は1991年大会まで山形テレビで放送が行われていたが、1993年のテレビ朝日系列へのネットチェンジでフジテレビ系列空白県となっていた1995年大会は山形県では放送されず、1999年大会からはさくらんぼテレビジョンで放送されている。
地上波（初期は生中継でその後、試合進行中であっても撮って出しの録画中継を経て2015年大会より再び生中継となる）のほか、BSフジ（日本戦のみ2003 - 2011年に時差放送）、フジテレビONE・TWO（日本戦は時差放送。それ以外の試合は全試合生中継）でも放送されている。
なお、CSでの日本戦の試合の時差放送では中継番組のテーマソングを歌う場面はカットされている（放送開始時間からすぐ試合に入る）。また、地上波においてはセットインターバルのところではジャニーズ事務所所属タレントやMC・来賓の芸能人・文化人らによる幕間トークが放送される個所は、CSでは別の映像に差し替えている。

### アーカイブ番組
フジテレビワンツーネクストで、2011年大会においての関連企画として、1977年以後の大会の中からの日本代表に関係する試合を取り上げてその試合映像をノーカットで振り返る「ワールドカップバレー・黄金伝説」をシリーズで放送している。

## 大会サポーター・テーマ曲
1995年大会にて、V6が中継番組のテーマ曲を歌うアイドル集団と名乗りデビューした。以来、嵐（1999年）、NEWS（2003年）、Hey! Say! JUMP（2007年）、Sexy Zone（2011年）と、ジャニーズ事務所から計5組のグループが大会と同時期にデビューし、中継番組のテーマ曲を歌うのが慣習になっていた。ただし、2015年は2大会連続でSexy Zoneが、2019年はデビューから5年が経過していたジャニーズWESTが起用された。
なお、中継番組のテーマ曲は1991年大会以前にも存在する。2023年大会はMrs.GREEN APPLEの「ANTENNA」に決定し、8大会32年ぶりにジャニーズ事務所所属以外のアーティストが担当した。
他に複数の芸能人・タレントが「大会委員長」の肩書きで出演し、1995年大会では鹿賀丈史、1999年大会ではタモリ、2003年大会では「勝利の女神」として伊東美咲が務めた。2007年大会ではフジテレビの豊田皓社長が「大会委員長」を務め、櫻井翔（嵐）が「メインキャスター」を、虻川美穂子（北陽）が『はねるのトびら』出演者を代表して「日本代表応援団長」を担当した。2015年大会では、トミドコロが扮するバボちゃん2号「バボドコロ」が公認キャラクターとなった。2023年大会では、ハライチと神田愛花が「日本代表応援団長」に就任し、PR告知にはほいけんたが起用された。

### 歴代大会サポーター・テーマ曲一覧
出典
| 開催年 | 大会サポーター | テーマ曲担当歌手 | テーマ曲                 |
| ------ | -------------- | ---------------- | ------------------------ |
| 1977年 | （なし）       | 尾崎紀世彦       | また逢う日まで           |
| 1981年 | （なし）       | （なし）         | （なし）                 |
| 1985年 | （なし）       | 松田聖子         | TOUCH ME                 |
| 1989年 | （なし）       | Wink             | Special To Me            |
| 1991年 | （なし）       | 森高千里         | ファイト!!               |
| 1995年 | V6             | V6               | MUSIC FOR THE PEOPLE     |
| 1999年 | 嵐             | 嵐               | A・RA・SHI               |
| 2003年 | NEWS           | NEWS             | NEWSニッポン             |
| 2007年 | Hey!Say!JUMP   | Hey!Say!JUMP     | Ultra Music Power        |
| 2011年 | Sexy Zone      | Sexy Zone        | Sexy Zone                |
| 2015年 | Sexy Zone      | Sexy Zone        | Cha-Cha-Cha チャンピオン |
| 2019年 | ジャニーズWEST | ジャニーズWEST   | Big Shot!!               |
| 2023年 | （なし）       | Mrs.GREEN APPLE  | ANTENNA                  |

## 備考
応援コールの定番である「ニッポン! チャ、チャ、チャ!」（“チャチャチャ”は手拍子3回）は、この大会が日本で開催された直後から言うようになった（日本サッカー狂会も参照）。
1973年に男子大会がチェコスロバキアで開催される予定であったが、諸事情により中止となった。
2007年大会（女子は第10回記念大会/男子は第11回大会）は代々木第一体育館がアスベスト除去工事中のため、メイン会場を東京体育館に変更して開催した。
テクニカルタイムアウトや休憩時間の長さが日本戦と比べ短いことなどが、イランのベラスコ監督により批判されている。
大会ハイスコア（2015年時点）
男子は、2011年大会の米国×イタリア第1セットの39-41（従来は1999年大会米国×アルゼンチン第3セットの38-36）。
女子は、2003年大会のキューバ×ブラジル第3セットの39-37。